# Кузнецов, Антон Геннадьевич
Кузнецов Антон Геннадьевич — российский художник, входит в Топ-100 признанных художников России по версии InArt (2019). Участник московских, российских и зарубежных выставок. Член Московского Союза художников с 2003 года. Участник резиденции Museums Quartier 21 в Вене. Номинант Премии Курёхина (2015).

## Биография
Антон Геннадьевич Кузнецов родился 4 августа 1973 года в Казани.
В 1995 году окончил Казанское художественное училище.
В 2003 году окончил Московский государственный академический художественный институт имени В. И. Сурикова (монументальная живопись).
В 2011 году окончил Институт проблем современного искусства и Свободные мастерские ММОМА.
Работы Антона Кузнецова находятся в Московском музее современного искусства, Новосибирском государственном художественном музее, частных коллекциях в России, США, Швейцарии, Великобритании, Эстонии и других странах.

## Творчество
По поводу художественного стиля Антона Кузнецова российский искусствовед Ирина Кулик отмечает:

Антон Кузнецов скорее ближе не к классикам московского концептуализма, а к художникам «Новой лейпцигской школы» — Нео Рауху (которого Кузнецов ценит), Маттиасу Вайшеру, Тило Баумгартелю. Как и они, Антон Кузнецов, получивший традиционное художественное образование (он закончил мастерскую монументальной живописи МГАХИ имени Сурикова), оказался не столько оппозиционером, сколько почти невольным наследником традиции соцреализма в его наиболее «либеральной» (почти как в ГДР) версии, и стремится понять, о чем можно говорить на этом художественном языке — пусть и с лакунами, оговорками, порой намеренными, или каламбурами.

Дарья Камышникова, куратор, художник, искусствовед  о проекте «Натуральная история» Антона Кузнецова:

Серия «Натуральная история» включает 14 живописных работ, каждая из которых — это история-новелла о квартирах и их обитателях, рассказанная без начала и не имеющая конца. Интерьеры советских хрущевок, изображающие жилье второй кожей человека, созданы как жизненный поток со своими закономерностями и выпадающими случайностями…
Взгляд непредвзятого исследователя, угадывающийся в названии, сочетается с эффектом сопричастности, достигаемым Кузнецовым благодаря сложным композициям и тонкому колориту — живописным качествам старой школы — и основанным на ностальгических чувствах художника.

Арт-критик Ольга Серегина:

В своих работах Антон исследует конфликт между художественным реализмом и достоверностью. Его работы сочетают в себе обыденное и сюрреалистическое, и отсылают зрителя не то к пропагандистским советским плакатам, не то к работам художников лейпцигской школы.

### Персональные выставки
- 2010 — «А.К.», MGM-галерея, Москва
- 2013 — «Плохая печать», ММОМА, Москва[5][6][7].
- 2014 — «Инсектицид», галерея «Триумф», Москва[8][9]
- 2015 — «Субтитры», персональная выставка (совместно с Марией Сафроновой), выставочные залы Государственного музея А. С. Пушкина, параллельная программа 6-й Московской биеннале современного искусства[10][11][12].
- 2017 — «Натуральная история», MMOMA, Москва[13].
- 2020 — «За стеной», галерея «Триумф», Москва[14][15][16].
- 2022 — «За стеной», Ex Marmi, Пьетрасанта, Италия[17][18][19][20][21].

### Избранные выставки
- 2011 — «В области практического знания», параллельный проект 3-й Московской биеннале, GMG галерея, Москва
- 2011 — «Картографии возможного», Центральный дом художника, Москва[22]
- 2011 — «Сегодня/Завтра», ММСИ, Москва
- 2012 — «Отвергнутая действительность», Артплей, параллельный проект 3-й Молодежной Биеннале, Москва[23]
- 2012 — «Свой-Чужой», Проект «Фабрика», параллельный проект 3-й Молодежной Биеннале
- 2014 — «Taint», галерея GRAD, Лондон
- 2014 — «Заметки о начале короткого 20-го века», Motorenhalle, Дрезден
- 2015 — «Заметки о начале короткого 20-го века», Emil Filla Gallery/University Jana Evangelisty Purkyne, Ústí nad Labem, Чехия[24]
- 2015 — «Заметки о начале короткого 20-го века», Музейный квартал, Вена
- 2016 — «На том стоим», галерея «Ковчег», Москва[25]
- 2016 — «Премия Курёхина 2015», ЦСИ им. Сергея Курёхина, Санкт-Петербург
- 2016 — «Уплотнение», галерея «Ковчег» / Open Gallery, Москва[26]
- 2016 — «Футбол-Хоккей», галерея «Риджина», Москва
- 2017 — «АртВильнюс», Конгресс Центр, Вильнюс, Литва
- 2017 — «Заметки о начале короткого 20 века», ГЦСИ, Калининград
- 2017 — «Революция», ЦСИ «Фабрика», Москва
- 2018 — «R_E_volution», Моторенхалле, Дрезден
- 2018 — «АртВильнюс», Конгресс Центр, Вильнюс, Литва
- 2018 — «Другие берега», Галерея «Триумф», ЦВЗ «Манеж»[27]
- 2018 — «Нежность», Галерея «Ковчег», Москва
- 2019 — «АртВильнюс», Конгресс Центр, Вильнюс
- 2019 — «Арт-коллаборация», Биеннале современного искусства, Сыктывкар
- 2019 — «Туда — во всеобщий энергопоток» галерея InArt, ЦСИ «Винзавод», Москва[28]
- 2020 — «Московская Арт-Премия» Парк Зарядье, Москва
- 2020 — «ЧП», галерея «Триумф», Москва
- 2020 — «ЧП», Картинная галерея, Тамбов
- 2021 — «Новая красивая выставка», Парк Зарядье, Москва
- 2021 — «Тень души, но заостренной чуть» MMAM, Москва
- 2022 — «Апок», галерея «Триумф», Москва[29]
- 2022 — «На кончиках пальцев», галерея «Ин-Арт», Москва

## Номинации, награды
- 2004 — Диплом РАХ[1].
- 2015 — Номинант Премии Курёхина в номинации «Лучшее произведение визуального искусства»[30].
- 2021 — Номинант премии Moscow Art Prize.